# Termitoxenia formosana
Termitoxenia formosana är en tvåvingeart som beskrevs av Tokuichi Shiraki 1925. Termitoxenia formosana ingår i släktet Termitoxenia och familjen puckelflugor.
Artens utbredningsområde är Taiwan. Inga underarter finns listade i Catalogue of Life.